# Concattedrale dei Santi Alberto e Marziale
La concattedrale dei Santi Marziale, Faustino e Giovita, costruita su una preesistente chiesa di San Salvatore, elevata poi a pieve e quindi a collegiata, è il principale luogo di culto cattolico di Colle di Val d'Elsa; dal 1986 è concattedrale dell'arcidiocesi di Siena-Colle di Val d'Elsa-Montalcino.

## Storia
Le prime notizie circa la presenza di una cappella S. Salvatoris de Colle veteri si hanno fin dall'inizio del XII secolo visto che tale cappella venne confermata il 27 novembre 1115 da parte di papa Pasquale II a Teuzzone Arciprete di Colle e Pievano d'Elsa. Altri documenti redatti tra il 1188 e il 1191  nominano Alberto da Chiatina quale Arciprete pro plebe S. Salvatoris de Colle, et S. Johannis et Faustini de Elsa e testimoniano la traslazione della sede plebana da Elsa nel castello di Colle presso la cappella da essa dipendente.
L'Alberto qui citato divenne in seguito il santo patrono di Colle; durante il suo arcipretato si distinse per il notevole attivismo che portò la chiesa del castello di Colle prima ad affiancare e poi a sostituire nel ruolo l'antica pieve a Elsa. Alberto probabilmente diede avvio a dei lavori di ristrutturazione che dettero un maggio prestigio all'edificio, che oltre ad essere stato elevato a pieve, era anche officiato da una comunità di canonici; a testimonianza di questi lavori c'è, murata durante i lavori della cattedrale seicentesca, una lapide che ricorda che all'edificazione della pieve partecipò il magister Bonamico, attivo anche nella pieve di Mensano.
Il pievano e arciprete Alberto morì il 17 agosto 1202 e i suoi successori mantennero intatto il prestigio della carica che ricoprivano sia all'interno della diocesi di Volterra sia nella vita del comune di Colle. Tra i successori di Alberto sono da ricordare: Bellino che il 15 giugno 1204 ricevette un privilegio di conferma da papa Innocenzo III; Visconte che il 23 gennaio 1220 fu uno dei delegati del comune di Belforte nella causa che lo vedeva opposto al comune di Volterra e Zanghello che nel 1224 vietò a frate Paolo dell'ordine dei minori il diritto a predicare a Colle.

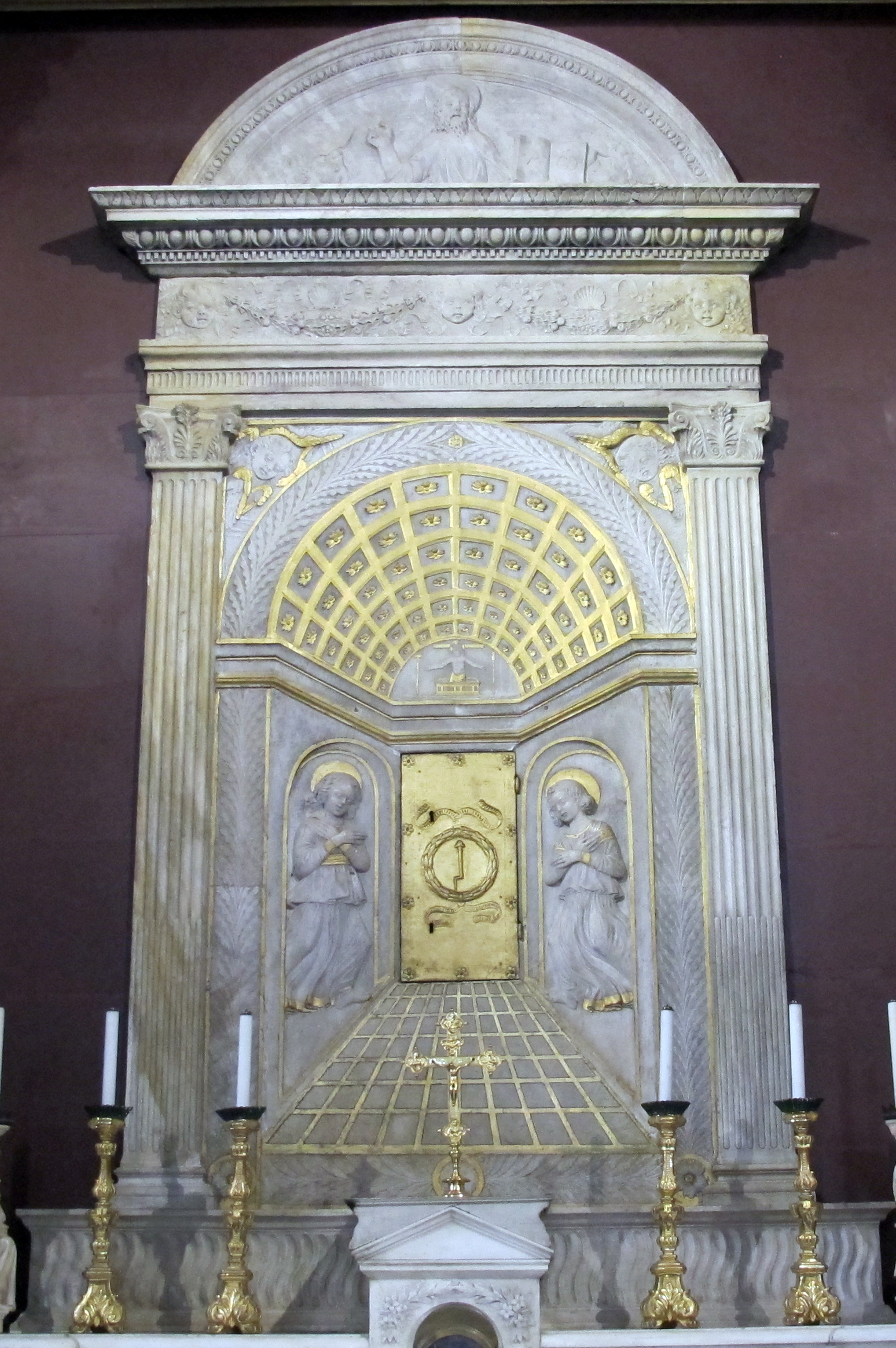
Altare del Sacro Chiodo della crocifissione

Il capitolo della pieve viene citato per la prima volta il 18 settembre 1242 ma doveva essere preesistente e aveva un notevole prestigio visto che il canonico Simone venne nominato legato pontificio l'11 febbraio 1237. L'importanza della pieve all'interno della diocesi volterrana è confermata dall'esenzione di tutte le sue 28 chiese suffraganee dal pagamento delle decime tra il 1275 e il 1303 e dalla nomina dell'arciprete Salinguerra quale sottocollettore per quelle del 1278-1279. Nello stesso periodo il complesso plebano era composto dalla chiesa, dalla casa canonica, dall'hospitio Panfollie così denominato in onore di Filippo Panfolia canonico della pieve ed eletto giudice il 9 aprile 1278, e dal chiostro della pieve nel quale venivano stipulati atti notarili.
Tra gli arcipreti del XIV secolo sono da segnalare Ruggero, al quale successe Albizo di Scolajo dei Tancredi, che l'8 settembre 1326 venne nominato anche capitano di Colle, dando così inizio ad una specie di signoria ecclesiastica sul castello, che non fu priva di contrasti, e finita il 10 marzo 1330 con la sua esecuzione capitale. Una raffigurazione della pieve di Colle com'era in questo periodo è visibile in una miniatura del Biadaiolo Tempiano-Laurenziano dove viene ritratto il castello di Colle con i suoi principali edifici, tra cui una chiesa con impianto basilicale e campanile a vela.
Di fronte alla facciata della pieve di San Salvatore, a partire dal 14 febbraio 1334, venne costruito il campanile che ancora il 10 agosto 1355 risultava privo delle campane. Nel XIV secolo Colle di Val d'Elsa entrò a far parte della repubblica di Firenze, ma ciò non fece diminuire l'importanza della pieve e grazie anche alle sue notevoli rendite (nel 1356 ammontavano a 140 lire esentasse) i suoi chierici andarono a ricoprire ruoli di notevole importanza nella curia fiorentina, come ad esempio Niccolò di Benino di Neldo Ridofini, che nel 1350 fu eletto canonico della Cattedrale di Firenze; nonostante l'influenza che ebbero presso la curia fiorentina, i pievani colligiani non riuscirono a realizzare il loro maggior desiderio: essere autonomi dalla diocesi di Volterra.
All'interno della pieve vennero fatti diversi interventi tra il Trecento e il Quattrocento: il 26 luglio 1371 venne accordato il permesso ad acquistare un organo; nel 1384 la Società di San Giovanni Battista costruì una sua cappella; con il testamento del 14 ottobre 1417 tale Lumisio fu Giacomo de' Tolosendi finanziò la costruzione di un altare dedicato a san Pietro e una tavola dipinta; nel 1465 venne costruito un nuovo fonte battesimale in marmo; nel 1472 la sacrestia andò distrutta a causa di un incendio ma due anni dopo era già stata ricostruita.
Il 5 giugno 1592 la pieve (collegiata dal 1520) di Colle venne eretta a cattedrale. Subito dopo si resero necessari dei lavori di adeguamento al nuovo status. Nel 1602 le autorità colligiane decisero di abbattere la vecchia pieve per sostituirla, nello stesso luogo, con un nuovo edificio, adeguato alla nuova dignità di chiesa cattedrale del vescovo. Usimbardo Usimbardi, primo vescovo della nuova diocesi, affidò all'architetto Fausto Rughesi di Montepulciano il progetto del nuovo Duomo; i lavori iniziarono il 17 aprile 1603 sotto la guida dell'ingegnere fiorentino Gherardo Mechini. La vecchia torre campanaria venne abbattuta nel 1623 e ricostruita subito dopo su disegno dell'architetto colligiano Renieri, anche se non venne mai completata. Il secondo vescovo Cosimo della Gherardesca dotò il nuovo edificio degli arredi necessari per l'esercizio del culto. La solenne dedicazione della chiesa venne celebrata la terza domenica di ottobre del 1658 dal vescovo Giovanni Battista Buonaccorsi, che affidò anche il titolo ufficiale della Cattedrale a San Marziale, evangelizzatore della terra colligiana, e ai martiri Faustino e Giovita. La facciata rimasta per lungo tempo grezza fu completata nel 1833 su disegno dell'architetto senese Agostino Fantastici.
Il 21 novembre 1940 con il Regio Decreto n.1746 venne dichiarata monumento nazionale.
Nel 1986, con la soppressione della diocesi, diventa concattedrale dell'Arcidiocesi di Siena-Colle di Val d'Elsa-Montalcino.

## Descrizione

### L'antica pieve

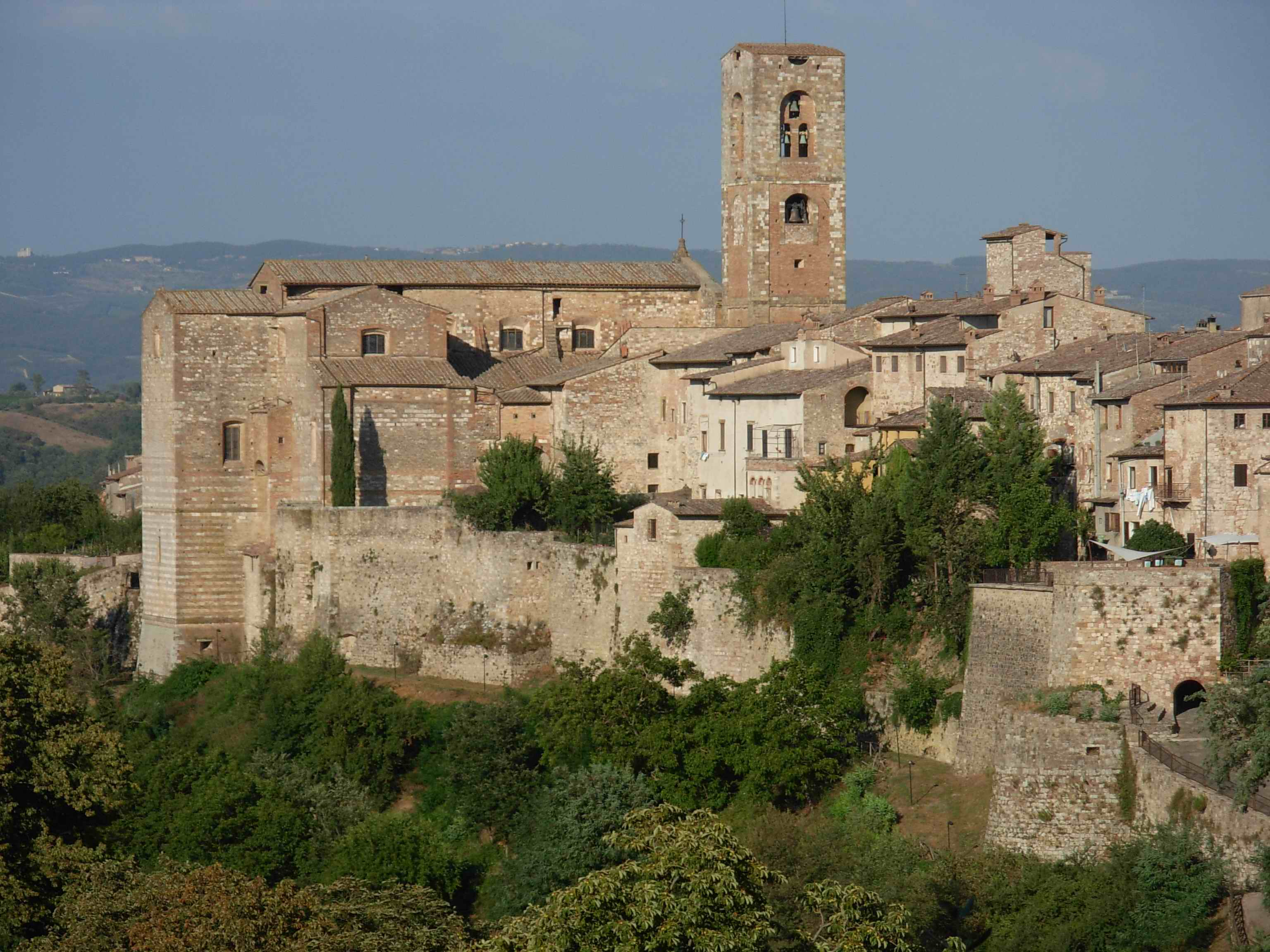
Veduta esterna

Massima testimonianza della antica pieve dei Santi Giovanni Battista, Faustino e Giovita, detta anche pieve di S. Alberto,  sono i resti della facciata, larga 18 metri, visibili sul fianco sinistro della nuova cattedrale.
La chiesa aveva una struttura basilicale, probabilmente a tre navate, realizzata con conci di arenaria disposti a corsi orizzontali e paralleli. Le pietre qui usate sono perfettamente squadrate grazie all'uso di strumenti allora in uso nell'area pisana, e pisano è infatti Bonamico, qui attivo. Dell'antica facciata resta integra solo la parte inferiore, il cui prospetto è scandito da sei colonne che sorreggono sette archi ciechi; nella seconda e nella sesta, visibilmente più ampie delle altre, si aprivano i portali, ora tamponati, che avevano stipiti monolitici e archivolti a tutto sesto e ghiera avvolgente di stile tipicamente pisano (particolare interessante: l'arco poggia su due dadi, come nel duomo di Pisa e questo è l'unico caso riscontrabile in Val d'Elsa).
Le colonne in facciata hanno fusti monolitici e poggiano su basi ad anello ed hanno capitelli a due ordini sovrapposti di foglie acquatiche e palmette. Il secondo ordine della facciata era scandito da due lesene in tre ampie specchiature.
Il resto dell'originario edificio è visibile nella tavoletta della Biccherna del 1479 che raffigura l'assedio di Colle di Val d'Elsa e l'ingresso del Duca di Calabria. In esso si intravede il fianco meridionale dell'edificio con claristorio a feritoie e ampie monofore. Dell'interno rimangono i due sostegni polilobati oggi inglobati nella chiesa di Borgatello che sono simili a quelli posti nelle chiese altomedievali della zona come nella abbazia a Isola.

### La concattedrale

#### Esterno
La sobria facciata neoclassica è opera di Agostino Fantastici; essenziale nelle linee, è articolata da materiali diversi che ne sottolineano il disegno. Il paramento murario, prevalentemente in laterizio, è interrotto da due risaliti in arenaria su cui si aprono i portali laterali, e da cornici in travertino, che corrono alla base della facciata e all'altezza del secondo ordine; il timpano triangolare presenta una cornice dentellata.

#### Interno

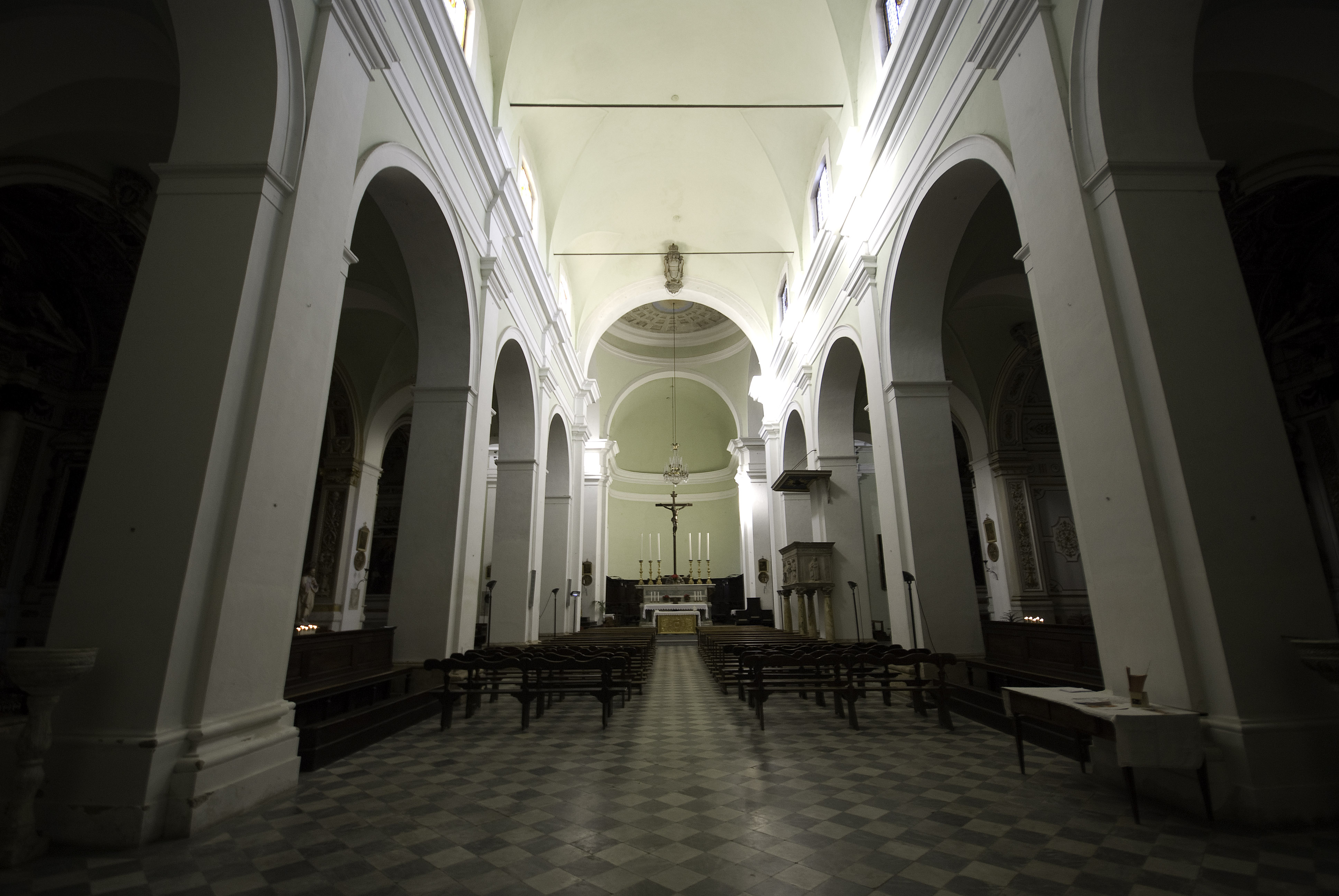
Interno

L'edificio presenta una pianta a croce latina con tre navate divise in quattro campate da pilastri a sezione rettangolare con lesene aggettanti su cui si imposta una doppia cornice a membrature, che corre lungo la navata centrale e il transetto, chiuso lateralmente da due ampie cappelle.
L'area presbiteriale, completata dal coro nella porzione absidale, è sovrastata da un tamburo privo di cupola, sostenuto da quattro pennacchi. La navata centrale e i bracci del transetto presentano una volta a botte; sulle navate laterali, coperte da volte a crociera, si aprono otto cappelle a pianta rettangolare con volta a botte.
All'interno nella prima cappella di destra troviamo tele di Giovan Paolo Melchiorri sia all'altare che nei muri laterali; nella seconda cappella di destra l'altare è opera di Vincenzo Dandini e i dipinti sono stati realizzati nel 1673 da Deifebo Burbarini; nella quarta di destra il dipinto all'altare è di Rutilio Manetti mentre gli affreschi e i restanti dipinti sono di Astolfo Petrazzi. Nel transetto di destra si trova il fonte battesimale datato 1465 e la tela raffigurante la Natività opera del Poppi datata 1567. Dal transetto di destra si accede alla cappella del Sacro Chiodo, chiusa da una cancellata in ferro battuto realizzata nel XVII secolo, e qui è posto il marmoreo tabernacolo opera di Mino da Fiesole nel quale si conserva uno dei chiodi serviti per la crocifissione di Cristo. Qui è collocato anche un elegante leggio in bronzo, opera di Pietro Tacca del 1629.
All'altare maggiore è collocato il Crocifisso in bronzo fuso anch'esso opera di Pietro Tacca su modello del Giambologna. Nella collocazione originaria sono ancora gli stalli lignei del coro, realizzati nel 1628 da Silvestro Ceramelli.
Nel transetto di sinistra si trova la tela raffigurante l'Ultima Cena realizzata nel 1636 da Ottavio Vannini e nel battistero vi sono due tele di Cosimo Gamberucci entrambe del 1619. Nella quarta cappella di sinistra tele di Filippo Tarchiani; nella terza all'altare opera di Niccolò Tornili e ai lati dipinti di Giovanni Rosi fatti tra il 1662 e il 1663; nella seconda cappella di sinistra affreschi di Giuseppe Nicola Nasini del 1690.
A metà della navata centrale si trova il pulpito in marmo con bassorilievi risalenti al XIV secolo e al 1465.

#### Organi a canne
Sulla cantoria lungo la parete destra del presbiterio, si trova l'organo a canne della concattedrale. Lo strumento venne costruito nel 1555 da Onofrio Zeffirini da Cortona per l'antica pieve ed in seguito trasportato nella nuova chiesa. Oggetto di vari interventi nei secoli XVII e XVIII, fu restaurato da Benedetto Tronci una prima volta nel 1780 e una seconda nel 1786; in tale occasione, l'organo assunse le caratteristiche attuali. Lo strumento è a trasmissione integralmente meccanica, con unica tastiera di 47 note con prima ottava scavezza e pedaliera a leggio scavezza di 8 note.
A pavimento nell'abside si trova un secondo organo a canne, costruito nel 1935 dalla ditta Balbiani Vegezzi-Bossi (modello Balilla) e dotato di 5 registri su unico manuale e pedale.

## Antico piviere dei santi Salvatore e Alberto

### Ex-pievi
- ex-pieve dei santi Giovanni Battista, Faustino e Giovita ad Elsa

### Canoniche
- canonica di san Michele a Onci;
- canonica di santa Maria a Colle;

### Chiese
- chiesa di santa Margherita a Taverna;
- chiesa di Santa Maria Assunta a Spugna;
- chiesa di san Niccolò a Castel Nuovo;
- chiesa di san Biagio a Colle;
- chiesa di san Jacopo in Piano;
- chiesa di Senzano;
- chiesa di santa Caterina in Borgo;
- chiesa di santa Maria a Borgo d'Elsa;
- chiesa di santa Lucia a Borgo d'Elsa;
- chiesa di san Bartolomeo a Gracciano d'Elsa;
- chiesa di San Marziale a Gracciano d'Elsa;
- chiesa di san Cerbone a Quartaia;
- chiesa dei Santi Jacopo e Filippo a Quartaia;
- chiesa di sant'Andrea a Strada;
- chiesa di Uliveto;
- chiesa di san Giusto a Santinovo;
- chiesa di San Giusto a Faule;
- chiesa dei santi Donato e Biagio a Fabbriciano;
- chiesa di san Pietro a Fabbriciano;
- chiesa di santa Maria a Fabbriciano.

### Spedali
- spedale dello Spirito Santo a Colle;
- spedale di san Giovanni a Colle;
- spedale di san Lazzaro a Colle.

## Galleria d'immagini

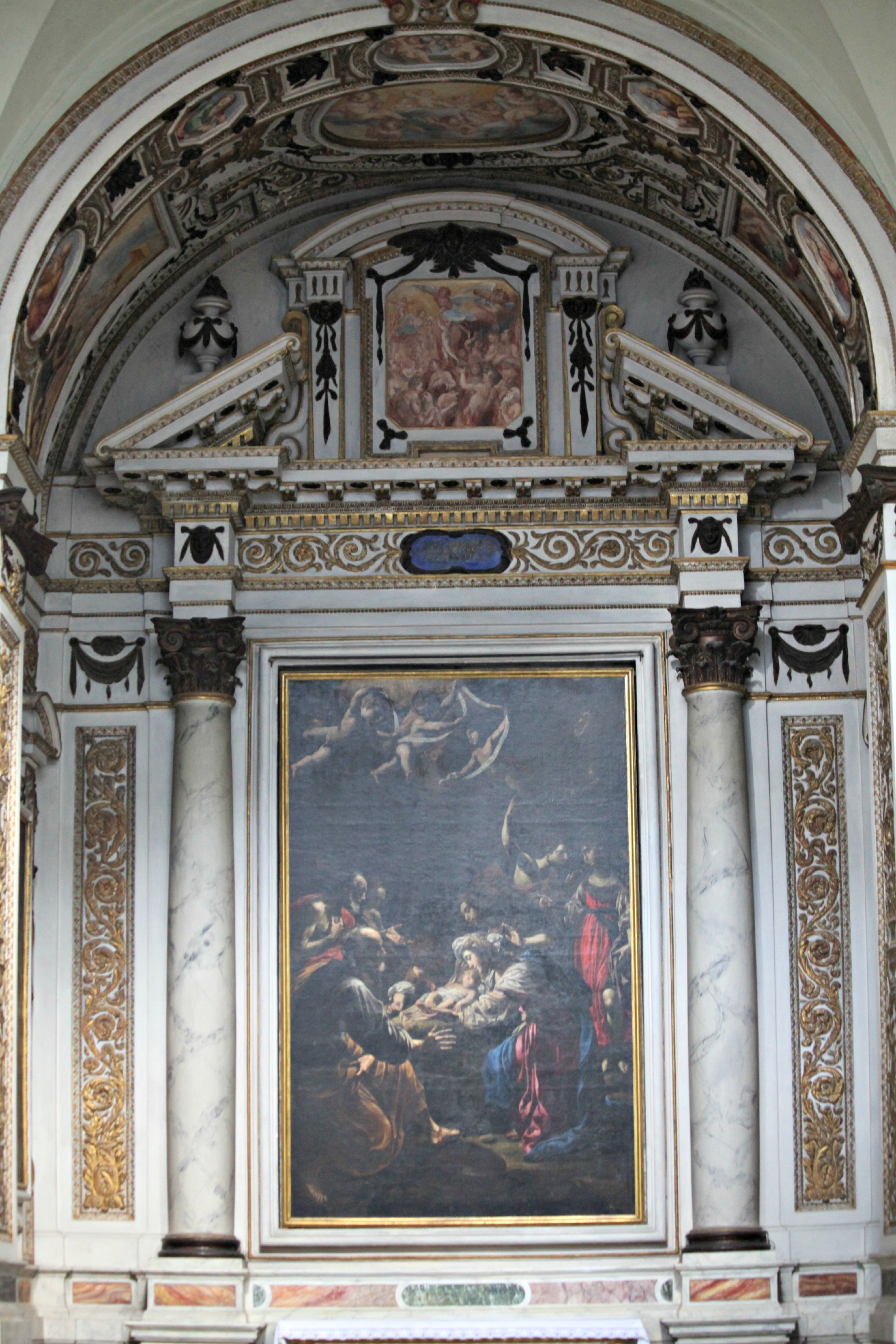
Natività, di Rutilio Manetti (1635)
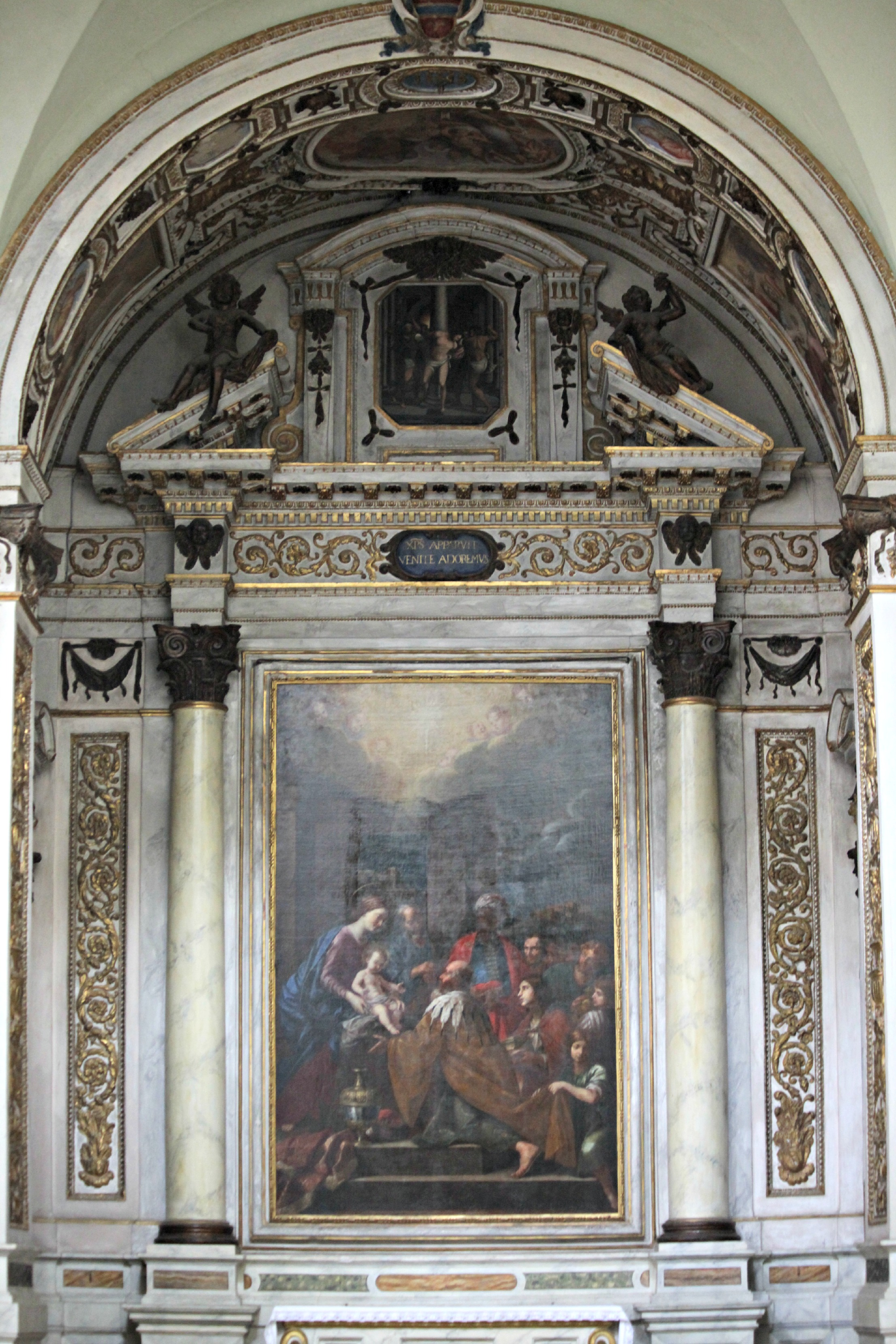
Adorazione dei Magi, di Vincenzo Dandini (1673)
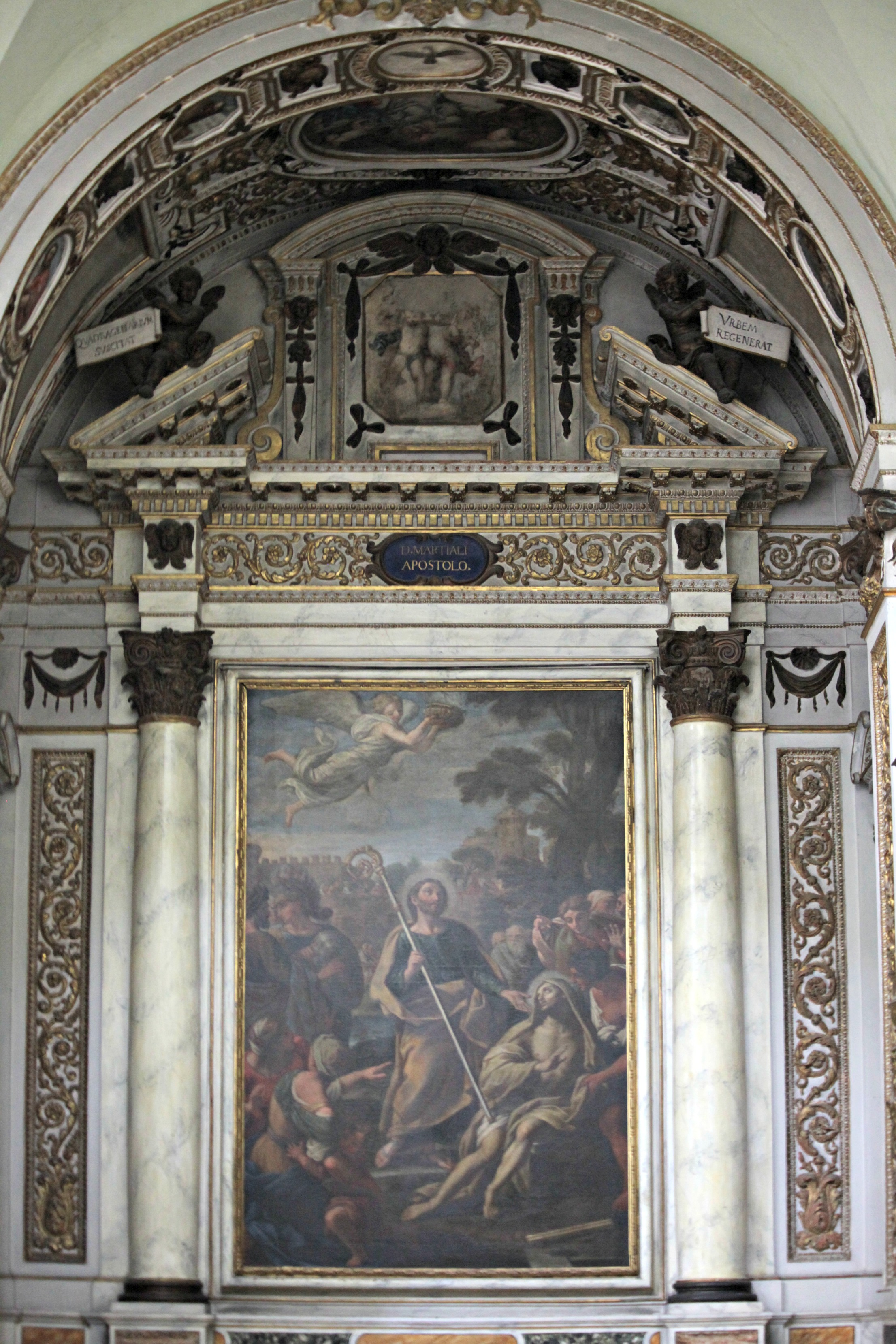
San Marziale resuscita Austricliniano, di Giovanni Paolo Melchiorri (1694)
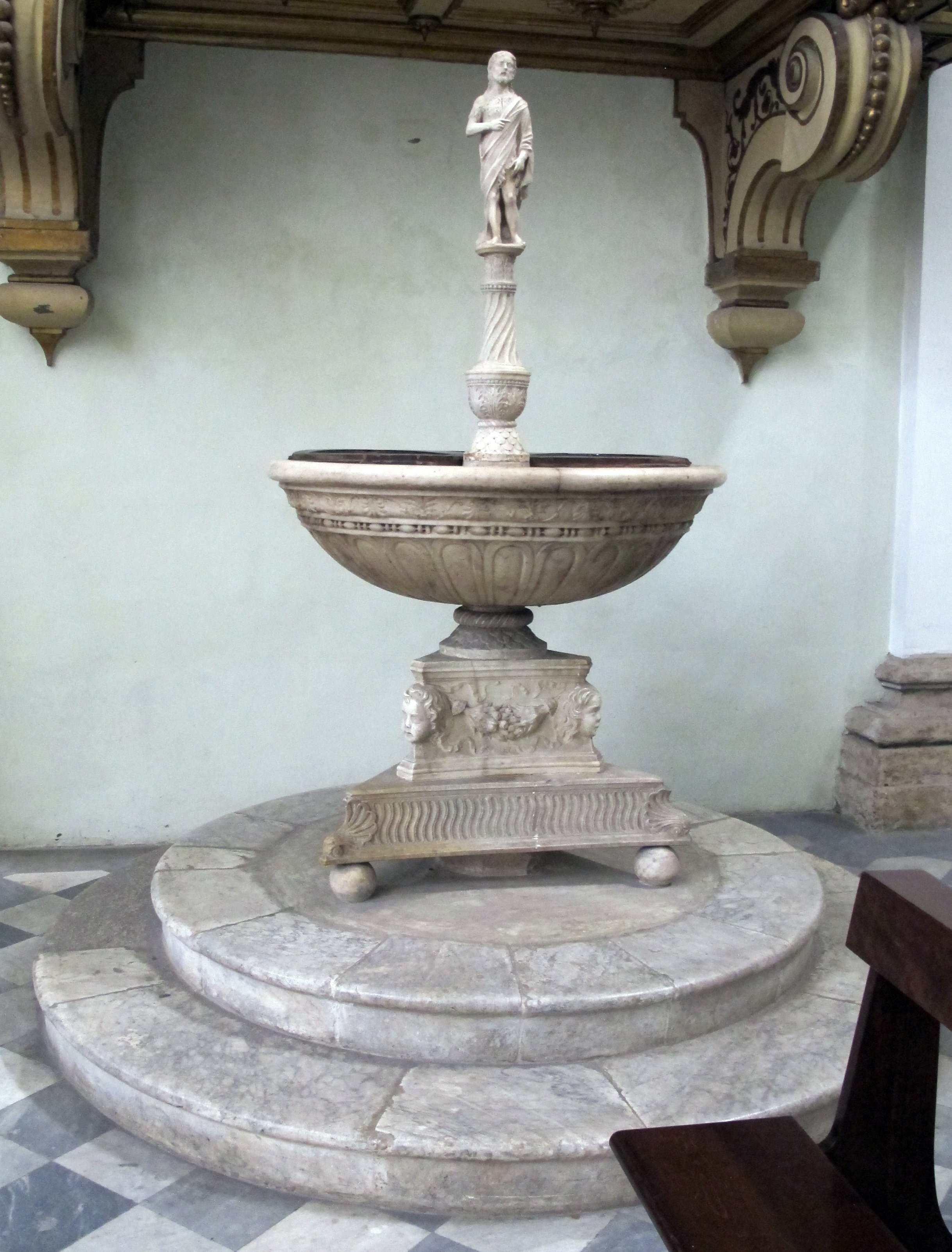
Fonte battesimale
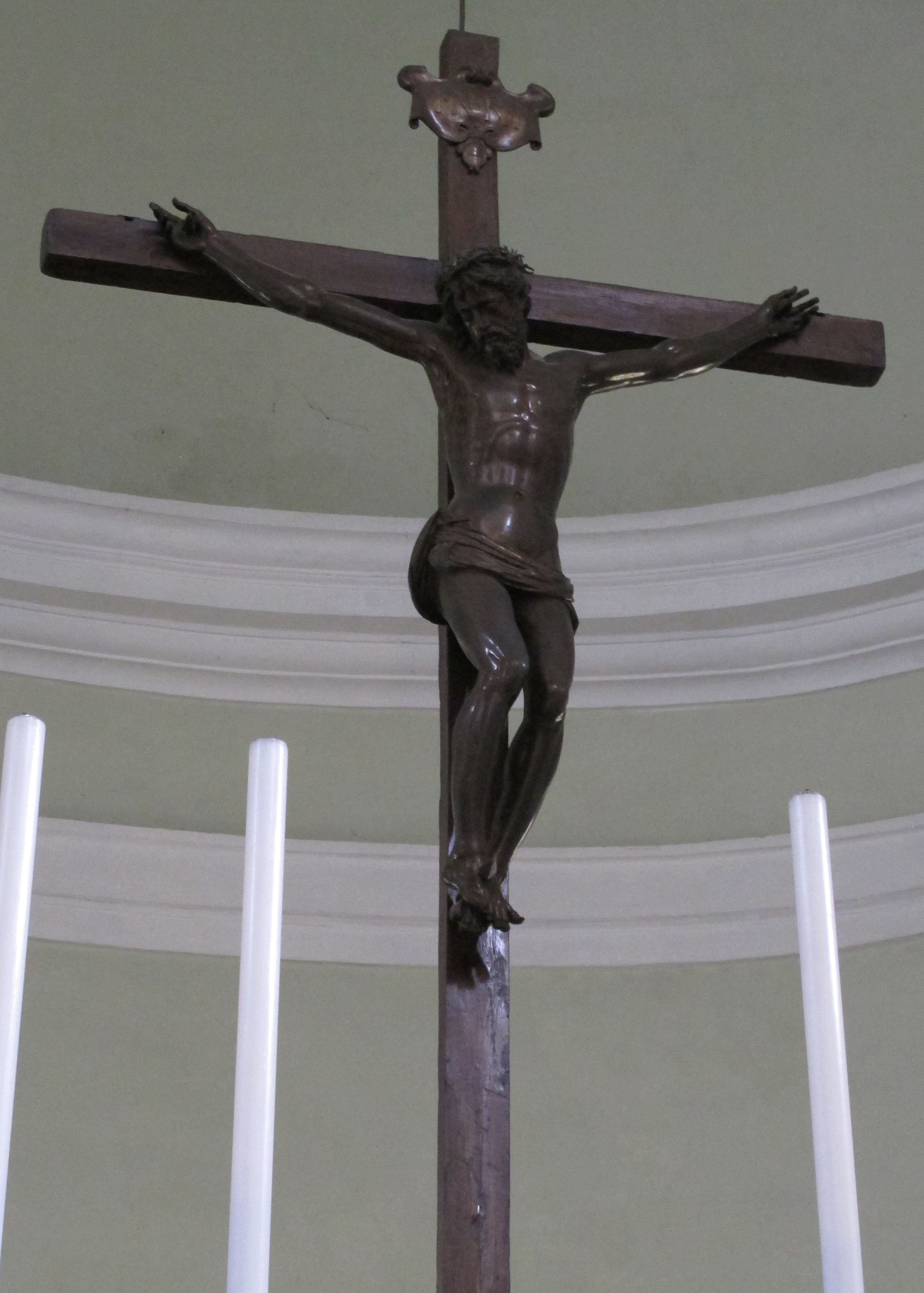
Crocifisso, di Pietro Tacca
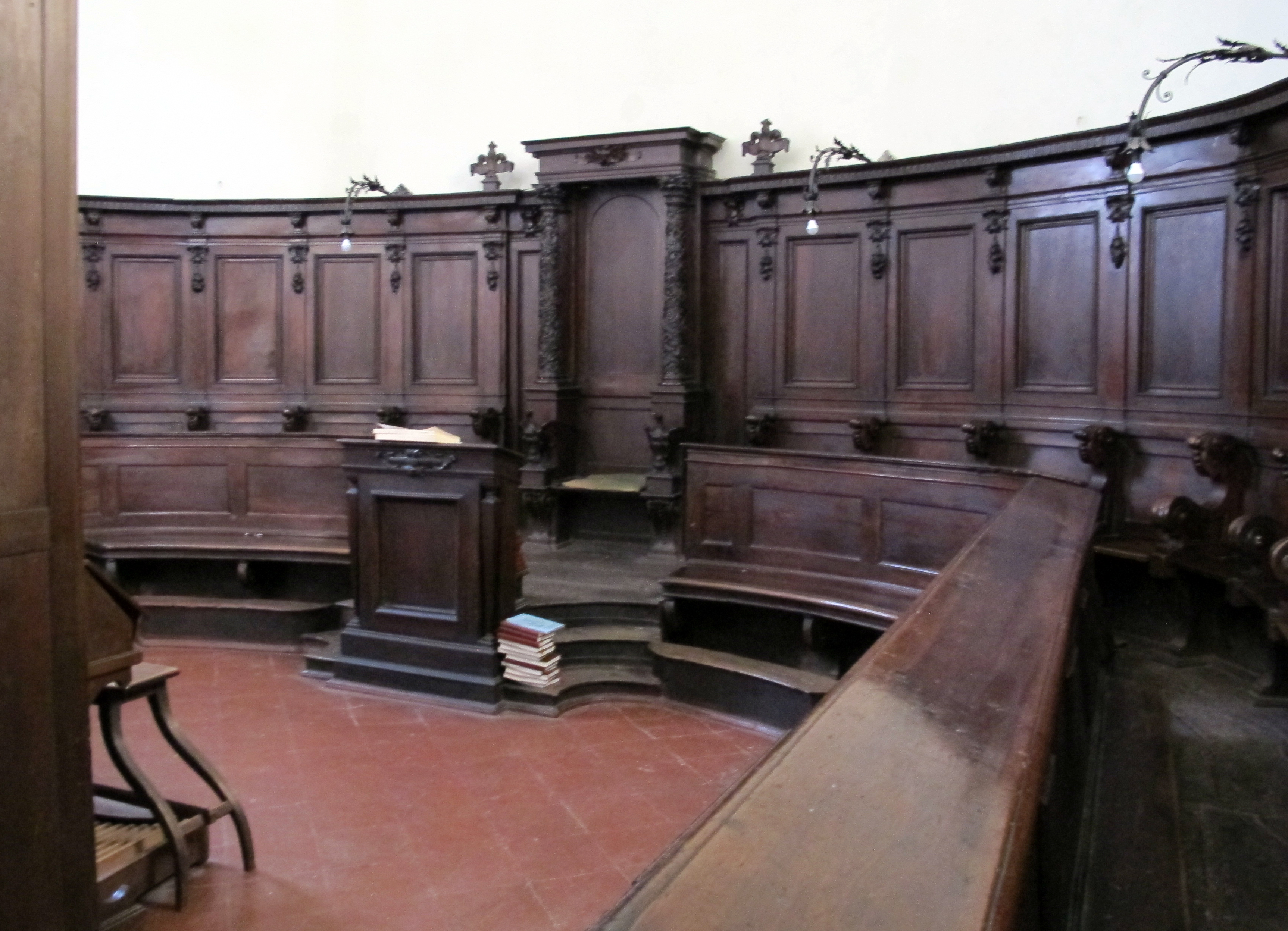
Stalli del coro
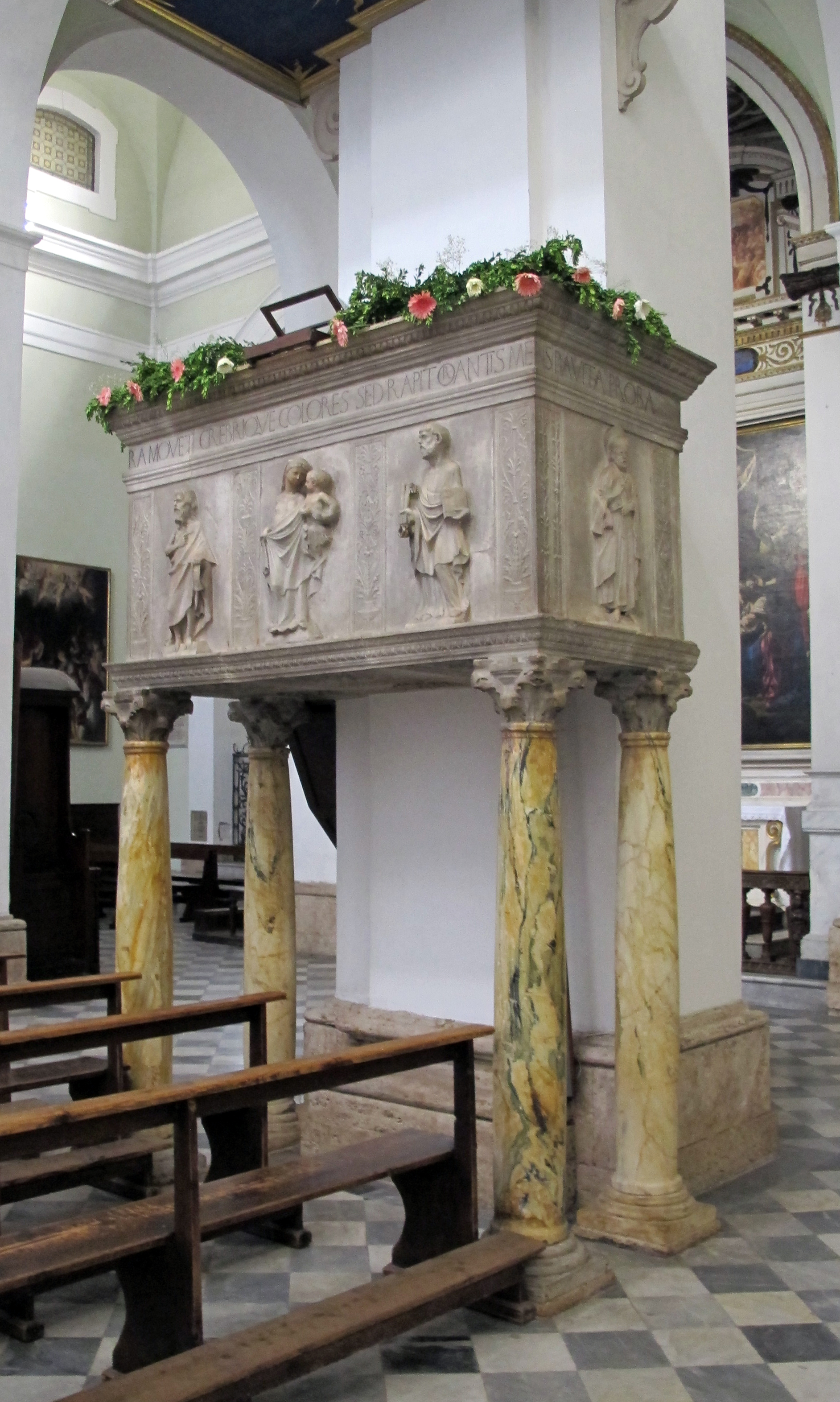
Pulpito
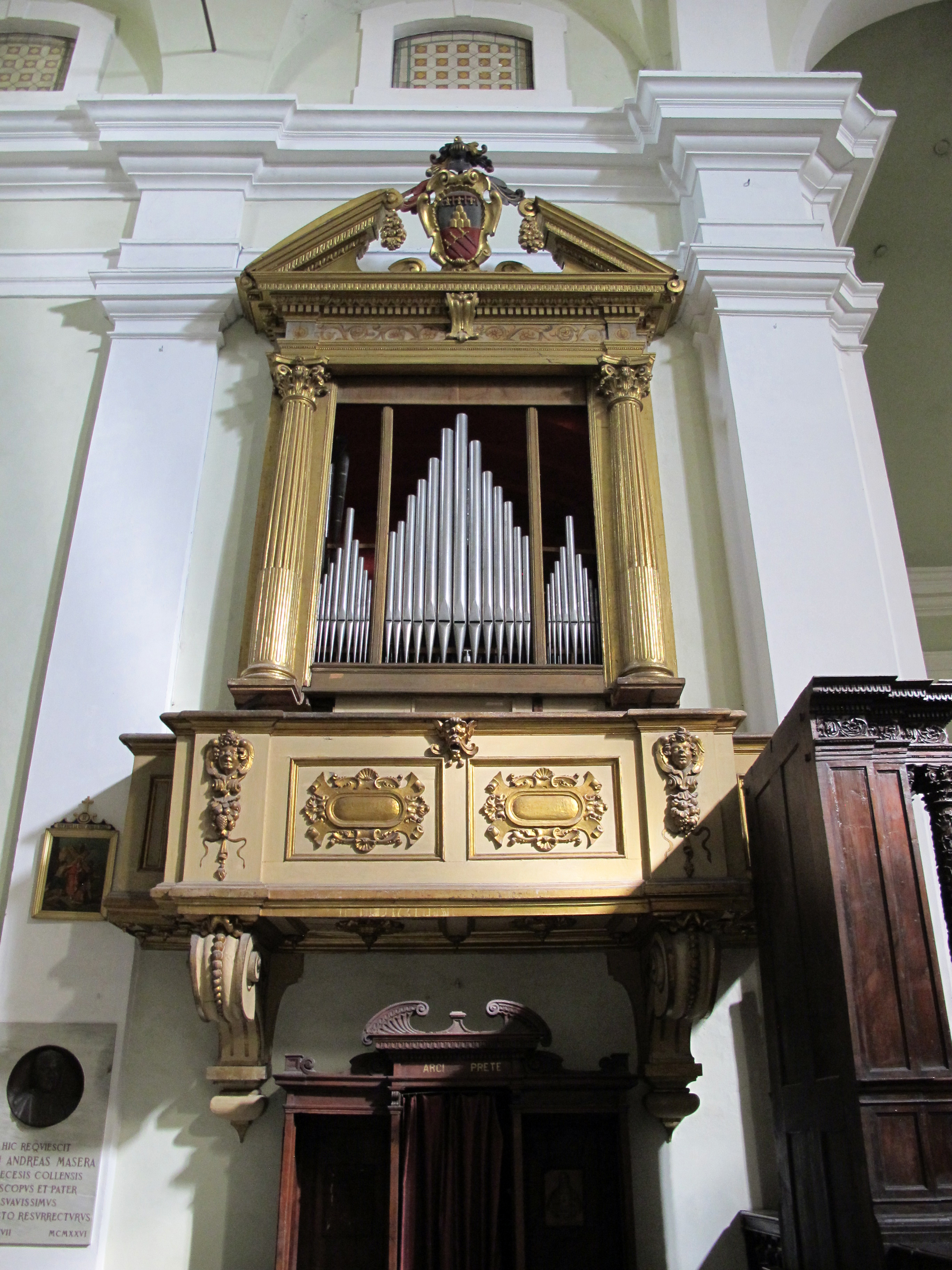
Organo del transetto
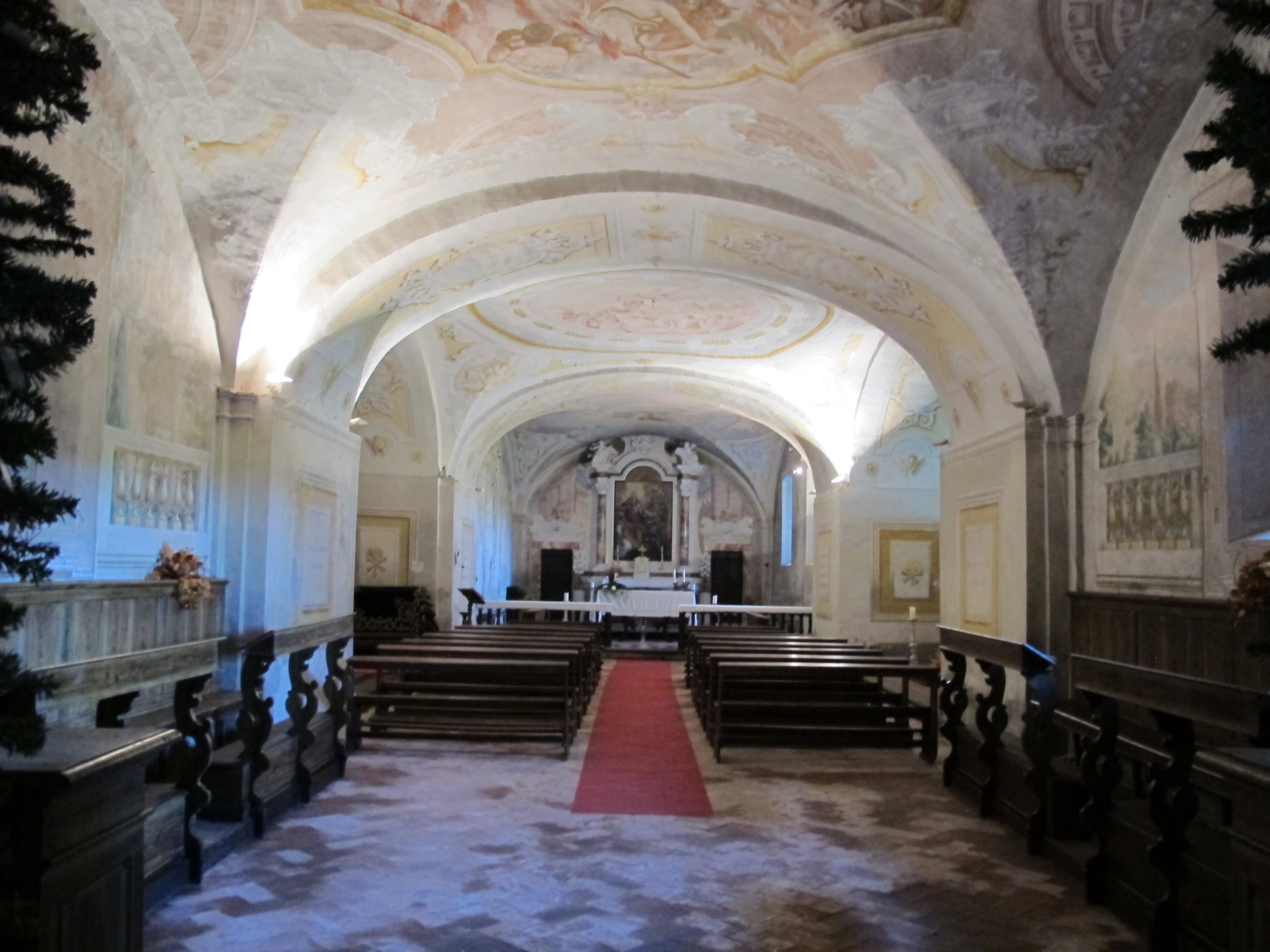
Cripta